# Rahula

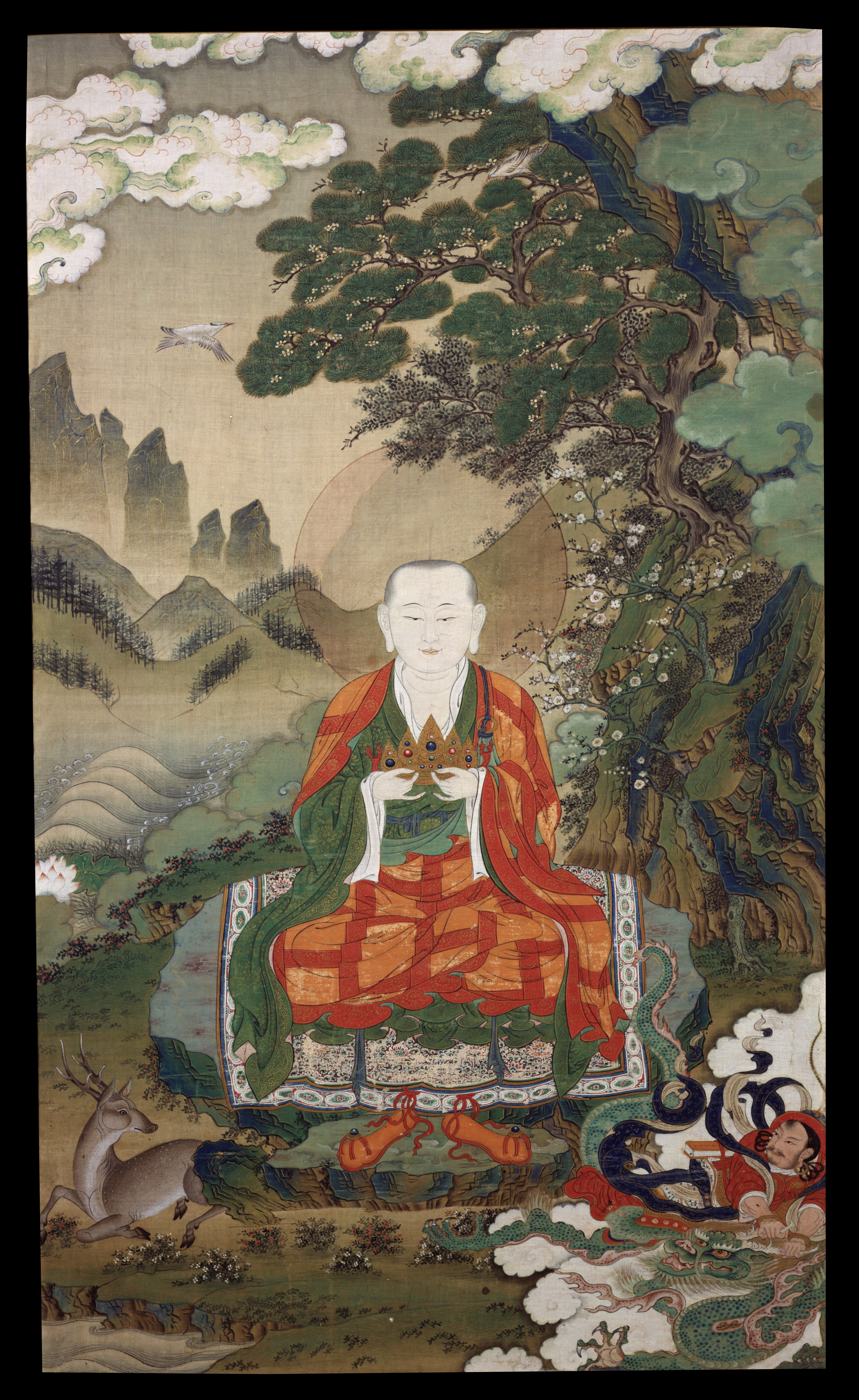

Rahula (ur. 534 p.n.e., zm. ?; zobacz Era buddyjska dla kontrowersji chronologicznych) – to ogólnie uznawane imię syna Buddy – Siddharty Gautamy. W wolnym tłumaczeniu imię to oznacza „przykuty” i tworzy interesujący kontrast filozoficzny z terminem Budda - „przebudzony”. Można je również tłumaczyć jako „przeszkoda”. Siddharta Gautama nadał synowi przy narodzinach imię Rahula, rozpoznając w dziecku więź, która miała go utrzymać przy jego żonie Yashodharze i wygodach domowego życia. W Dhammapadzie przyjemności i radość jaką mężczyzna czerpie z żony i dzieci nazywa się „miękkimi kajdanami“, które wiążą jednostki z cierpieniami życia - prawdopodobne nawiązanie do syna Sidharty.
Rahul jest popularnym imieniem w Indiach i Nepalu, jego pierwsze użycie prawdopodobnie słusznie przypisywane jest Buddzie.
Chociaż należał do rodziny, którą Gautama opuścił rozpoczynając życie mnicha, zgodnie z wieloma buddyjskimi sutrami, Rahula ostatecznie przyłączył się do nowo utworzonej religii ojca. Rahula występuje w kilku historiach o Gautamie i przedstawiany jest wyłącznie jako uczeń. Zgodnie z pismami Rahula został przyjęty do wspólnoty mnichów jako młody chłopiec, bez wiedzy matki. Przysporzyło to matce Rahuli wiele cierpienia, co skłoniło Buddę do wydania zakazu przyjmowania do wspólnoty mnichów i mniszek młodych chłopców i dziewcząt bez wiedzy i zgody rodziców. Po tym jak zaczął podążać za naukami Buddy, Rahula stał się jednym z wielu arahantów.